# 西马司他
西马司他（INN：cipemastat；开发代号：Ro 32-3555）是基质金属蛋白酶1的选择性抑制剂，已被研究作为抗关节炎药物。该药物由罗氏公司开发。